# Sergej Mitusov
Sergej Sergeevič Mitusov (in russo Сергей Сергеевич Митусов?; Železnogorsk, 19 ottobre 1996) è un cestista russo.